# 第二次約翰遜內閣
2019年12月12日，英国首相鲍里斯·约翰逊領導保守黨在當日大選中贏得過半議席。翌日，約翰遜隨即覲見女王伊丽莎白二世，並獲授權籌組新政府，第二次約翰遜內閣同日起執政。
由於政府將在2020年1月31日落實英國脫歐，脫歐部於當日23時01分被裁撤。约翰逊為配合正式脫歐後的人事變動，將幾乎所有上屆閣員保留到此內閣。他甚至安排分別不再尋求連任議員和尋求連任議員失敗的妮基·摩根和扎克·戈德史密斯晉爵，保留原本職位，在上議院代表政府。而在現代內閣中，一般唯一來自上議院的成員是上議院領袖兼掌璽大臣，故是次安排屬罕見。唯一沒有從上屆內閣過度至現屆的是已在大選前辭去威爾士大臣的阿龍·凱恩斯，由西蒙·哈特在今屆上任時接任。終於2月13日，約翰遜公佈此內閣的首次人事變動。
同年9月2日，國際發展部被併入新成立的外交、聯邦及發展事務部，故閣員又減了一名。
2022年7月5日至6日期间，英國政府危機爆发，是次内阁中有超过四分之一的政府高级官员辞职，同时有大量议员要求首相约翰逊辞职。7月7日，约翰逊宣布了自己的辞呈，并宣布将继续担任看守首相和党魁。

## 內閣成員

### 2019年12月－2020年2月
| 所屬黨派 |  | 保守黨 |

| 職位                                           | 成員                                         | 任期                   |
| ---------------------------------------------- | -------------------------------------------- | ---------------------- |
| 內閣大臣                                       |                                              |                        |
| 首相 第一財政大臣 公務員事務部長               | 鲍里斯·约翰逊 國會議員 閣下                  | 2019年 – 留任          |
| 首席大臣 外交及聯邦事務大臣                    | 多米尼克·拉布 國會議員 閣下                  | 2019年 – 留任          |
| 財政大臣                                       | 贾伟德 國會議員 閣下                         | 2019年 – 內閣改組      |
| 內政大臣                                       | 普丽蒂·帕特尔 國會議員 閣下                  | 2019年 – 留任          |
| 蘭開斯特公爵領地事務大臣                       | 高文浩 國會議員 閣下                         | 2019年 – 留任          |
| 司法大臣 大法官                                | 羅伯特·巴克蘭 御用大律師 國會議員 閣下       | 2019年 – 留任          |
| 退出欧洲联盟事务大臣                           | 史提芬·巴克萊 國會議員 閣下                  | 2018年 – 2020年1月31日 |
| 國防大臣                                       | 本·華萊士 國會議員 閣下                      | 2019年 – 留任          |
| 衛生及社會關懷大臣                             | 马修·汉考克 國會議員 閣下                    | 2018年 – 留任          |
| 商業、能源及工業策略大臣                       | 利雅華 國會議員 閣下                         | 2019年 – 內閣改組      |
| 國際貿易大臣 貿易委員會主席 婦女及平等事務部長 | 伊丽莎白·特拉斯 國會議員 閣下                | 2019年 – 留任          |
| 就業及退休保障大臣                             | 泰蕾兹·科菲 博士 國會議員 閣下               | 2019年 – 留任          |
| 教育大臣                                       | 加文·威廉姆森 大英帝國勳章司令 國會議員 閣下 | 2019年 – 留任          |
| 環境、食物及鄉郊事務大臣                       | 特雷莎·维利尔斯 國會議員 閣下                | 2019年 – 內閣改組      |
| 房屋、社區及地方政府事務大臣                   | 羅伯特·詹里克 國會議員 閣下                  | 2019年 – 留任          |
| 運輸大臣                                       | 格蘭·夏普斯 國會議員 閣下                    | 2019年 – 留任          |
| 北愛爾蘭事務大臣                               | 朱利安·史密斯 國會議員 閣下                  | 2019年 – 內閣改組      |
| 蘇格蘭事務大臣                                 | 阿利斯特·杰克 國會議員 閣下                  | 2019年 – 留任          |
| 威爾斯事務大臣                                 | 西蒙·哈特 國會議員 閣下                      | 2019年 – 留任          |
| 上議院領袖 掌璽大臣                            | 大英帝國勳章員佐 樞密院顧問官 閣下           | 2016年 – 留任          |
| 數碼、文化、傳媒及體育大臣                     | 樞密院顧問官 閣下                            | 2019年 – 內閣改組      |
| 國際發展大臣                                   | 阿洛克·夏尔马 國會議員 閣下                  | 2019年 – 內閣改組      |
| 內閣不管大臣 黨主席                            | 祁湛明 中校 國會議員 閣下 TD VR              | 2019年 – 內閣改組      |
| 列席內閣會議的大臣                             |                                              |                        |
| 財政部首席秘書                                 | 辛偉誠 國會議員 閣下                         | 2019年 – 內閣改組      |
| 下議院領袖 樞密院議長                          | 雅各·里斯-莫格 國會議員 閣下                 | 2019年 – 留任          |
| 首席黨鞭 財政部國會秘書                        | 馬克·斯賓塞 國會議員 閣下                    | 2019年 – 留任          |
| 英格蘭及威爾斯檢察總長                         | 喬弗利·科克斯 御用大律師 國會議員 閣下       | 2018年 – 內閣改組      |
| 能源國務大臣                                   | 關浩霆 國會議員 閣下                         | 2019年 – 留任          |
| 北方經濟引擎國務大臣                           | 傑克·貝瑞 國會議員 閣下                      | 2019年 – 內閣改組      |
| 住房國務大臣                                   | 艾斯特·麦克维 國會議員 閣下                  | 2019年 – 內閣改組      |
| 安全國務大臣 脫歐及準備無協議脫歐副國務大臣    | 布蘭登·劉易斯 大英帝國勳章司令 國會議員 閣下 | 2019年 – 內閣改組      |
| 環境、食品和農村事務部及國際發展國務大臣       | 樞密院顧問官 閣下                            | 2019年 – 留任          |
| 內閣辦公室部長 財政部主計長                    | 奧利佛·道登 大英帝國勳章司令 國會議員 閣下   | 2019年 – 內閣改組      |

### 2020年2月－2020年9月
| 職位                                                                    | 成員                                         | 任期                     |
| ----------------------------------------------------------------------- | -------------------------------------------- | ------------------------ |
| 內閣大臣                                                                |                                              |                          |
| 首相 第一財政大臣 公務員事務部長 聯盟大臣                               | 鲍里斯·约翰逊 國會議員 閣下                  | 2019年 –                 |
| 首席大臣 外交及聯邦事務大臣                                             | 多米尼克·拉布 國會議員 閣下                  | 2019年 – 2019年 – 2020年 |
| 財政大臣                                                                | 辛偉誠 國會議員 閣下                         | 2020年 –                 |
| 內政大臣                                                                | 普丽蒂·帕特尔 國會議員 閣下                  | 2019年 –                 |
| 蘭開斯特公爵領地事務大臣 內閣辦公室部長                                 | 高文浩 國會議員 閣下                         | 2019年 –                 |
| 司法大臣 大法官                                                         | 羅伯特·巴克蘭 御用大律師 國會議員 閣下       | 2019年 –                 |
| 國防大臣                                                                | 本·華萊士 國會議員 閣下                      | 2019年 –                 |
| 衛生及社會關懷大臣                                                      | 马修·汉考克 國會議員 閣下                    | 2019年 –                 |
| 商業、能源及工業策略大臣 聯合國氣候變化綱要公約第26次締約國會議事務部長 | 阿洛克·夏尔马 國會議員 閣下                  | 2020年 – 2021年          |
| 國際貿易大臣 貿易委員會主席 婦女及平等事務部長                          | 伊丽莎白·特拉斯 國會議員 閣下                | 2019年 –                 |
| 就業及退休保障大臣                                                      | 泰蕾兹·科菲 博士 國會議員 閣下               | 2019年 –                 |
| 教育大臣                                                                | 加文·威廉姆森 大英帝國勳章司令 國會議員 閣下 | 2019年 –                 |
| 環境、食物及鄉郊事務大臣                                                | 喬治·尤斯蒂斯 國會議員 閣下                  | 2020年 –                 |
| 房屋、社區及地方政府事務大臣                                            | 羅伯特·詹里克 國會議員 閣下                  | 2019年 –                 |
| 運輸大臣                                                                | 格蘭·夏普斯 國會議員 閣下                    | 2019年 –                 |
| 北愛爾蘭事務大臣                                                        | 布蘭登·劉易斯 大英帝國勳章司令 國會議員 閣下 | 2020年 –                 |
| 蘇格蘭事務大臣                                                          | 阿利斯特·杰克 國會議員 閣下                  | 2019年 –                 |
| 威爾斯事務大臣                                                          | 西蒙·哈特 國會議員 閣下                      | 2019年 –                 |
| 上議院領袖 掌璽大臣                                                     | 大英帝國勳章員佐 樞密院顧問官 閣下           | 2016年 –                 |
| 數碼、文化、傳媒及體育大臣                                              | 奧利佛·道登 大英帝國勳章司令 國會議員 閣下   | 2020年 –                 |
| 國際發展大臣                                                            | 卓雅敏 國會議員 閣下                         | 2020年 – 2020年          |
| 內閣不管大臣 黨主席                                                     | 阿曼達·米林 國會議員 閣下                    | 2020年 –                 |
| 列席內閣會議的大臣                                                      |                                              |                          |
| 財政部首席秘書                                                          | 史提芬·巴克萊 國會議員 閣下                  | 2020年 –                 |
| 下議院領袖 樞密院議長                                                   | 雅各·里斯-莫格 國會議員 閣下                 | 2019年 –                 |
| 首席黨鞭 財政部國會秘書                                                 | 馬克·斯賓塞 國會議員 閣下                    | 2019年 –                 |
| 英格蘭及威爾斯檢察總長                                                  | 蘇拉·布拉弗曼 御用大律師 國會議員 閣下       | 2020年 –                 |

### 2020年9月至2021年9月
| 職位                                           | 成員                                                  | 任期              |
| ---------------------------------------------- | ----------------------------------------------------- | ----------------- |
| 內閣大臣                                       |                                                       |                   |
| 首相 第一財政大臣 公務員事務部長 聯盟大臣      | 鲍里斯·约翰逊 國會議員 閣下                           | 2019年 –          |
| 首席大臣 外交、聯邦及發展事務大臣              | 多米尼克·拉布 國會議員 閣下                           | 2019年 – 2020年 – |
| 財政大臣                                       | 辛偉誠 國會議員 閣下                                  | 2020年 –          |
| 內政大臣                                       | 普丽蒂·帕特尔 國會議員 閣下                           | 2019年 –          |
| 蘭開斯特公爵領地事務大臣 內閣辦公室部長        | 高文浩 國會議員 閣下                                  | 2019年 –          |
| 司法大臣 大法官                                | 羅伯特·巴克蘭 御用大律師 國會議員 閣下                | 2019年 –          |
| 國防大臣                                       | 本·華萊士 國會議員 閣下                               | 2019年 –          |
| 衛生及社會關懷大臣                             | 马修·汉考克 國會議員 閣下 薩吉德·賈偉德 國會議員 閣下 | 2019年 – 2021年 – |
| 聯合國氣候變化綱要公約第26次締約國會議事務部長 | 阿洛克·夏尔马 國會議員 閣下                           | 2021年 –          |
| 商業、能源及工業策略大臣                       | 阿洛克·夏尔马 國會議員 閣下                           | 2020年 – 2021年   |
| 商業、能源及工業策略大臣                       | 夸西·克沃滕 國會議員 閣下                             | 2021年 –          |
| 國際貿易大臣 貿易委員會主席 婦女及平等事務部長 | 伊丽莎白·特拉斯 國會議員 閣下                         | 2019年 –          |
| 就業及退休保障大臣                             | 泰蕾兹·科菲 博士 國會議員 閣下                        | 2019年 –          |
| 教育大臣                                       | 加文·威廉姆森 大英帝國勳章司令 國會議員 閣下          | 2019年 –          |
| 環境、食物及鄉郊事務大臣                       | 喬治·尤斯蒂斯 國會議員 閣下                           | 2020年 –          |
| 房屋、社區及地方政府事務大臣                   | 羅伯特·詹里克 國會議員 閣下                           | 2019年 –          |
| 運輸大臣                                       | 格蘭·夏普斯 國會議員 閣下                             | 2019年 –          |
| 北愛爾蘭事務大臣                               | 布蘭登·劉易斯 大英帝國勳章司令 國會議員 閣下          | 2020年 –          |
| 蘇格蘭事務大臣                                 | 阿利斯特·杰克 國會議員 閣下                           | 2019年 –          |
| 威爾斯事務大臣                                 | 西蒙·哈特 國會議員 閣下                               | 2019年 –          |
| 上議院領袖 掌璽大臣                            | 大英帝國勳章員佐 樞密院顧問官 閣下                    | 2016年 –          |
| 數碼、文化、傳媒及體育大臣                     | 奧利佛·道登 大英帝國勳章司令 國會議員 閣下            | 2020年 –          |
| 內閣不管大臣 黨主席                            | 阿曼達·米林 國會議員 閣下                             | 2020年 –          |
| 列席內閣會議的大臣                             |                                                       |                   |
| 財政部首席秘書                                 | 史提芬·巴克萊 國會議員 閣下                           | 2020年 –          |
| 下議院領袖 樞密院議長                          | 雅各·里斯-莫格 國會議員 閣下                          | 2019年 –          |
| 首席黨鞭 財政部國會秘書                        | 馬克·斯賓塞 國會議員 閣下                             | 2019年 –          |
| 英格蘭及威爾斯檢察總長                         | 蘇拉·布拉弗曼 御用大律師 國會議員 閣下                | 2020年 –          |

### 2021年9月至2022年7月
| 職位                                           | 成員                                                  | 任期              | 备注                                                       |
| ---------------------------------------------- | ----------------------------------------------------- | ----------------- | ---------------------------------------------------------- |
| 內閣大臣                                       |                                                       |                   |                                                            |
| 首相 第一財政大臣 公務員事務部長 聯盟大臣      | 鲍里斯·约翰逊 國會議員 閣下                           | 2019年 –          | 于7月7日宣布了自己的辞呈，并宣布将继续担任看守首相和党魁。 |
| 英國副首相 司法大臣 御前大臣                   | 多米尼克·拉布 國會議員 閣下                           | 2021年 –          |                                                            |
| 財政大臣                                       | 辛偉誠 國會議員 閣下                                  | 2020年 – 2022年   | 于2022年7月5日辞职                                         |
| 內政大臣                                       | 普丽蒂·帕特尔 國會議員 閣下                           | 2019年 –          |                                                            |
| 外交、國協及發展事務大臣 婦女及平等事務部長    | 伊麗莎白·特拉斯 國會議員 閣下                         | 2021年 – 2019年 – |                                                            |
| 蘭開斯特公爵領地事務大臣 內閣辦公室部長        | 史提芬·巴克萊 國會議員 閣下                           | 2021年 – 2022年   | 改任卫生大臣                                               |
| 國防大臣                                       | 本·華萊士 國會議員 閣下                               | 2019年 –          |                                                            |
| 衛生及社會關懷大臣                             | 薩吉德·賈偉德 國會議員 閣下                           | 2021年 – 2022年   | 于2022年7月5日辞职                                         |
| 國際貿易大臣 貿易委員會主席                    | 卓雅敏 國會議員 閣下                                  | 2021年 –          |                                                            |
| 聯合國氣候變化綱要公約第26次締約國會議事務部長 | 阿洛克·夏尔马 國會議員 閣下                           | 2021年 –          |                                                            |
| 商業、能源及工業策略大臣                       | 夸西·克沃滕 國會議員 閣下                             | 2021年 –          |                                                            |
| 就業及退休保障大臣                             | 泰蕾兹·科菲 博士 國會議員 閣下                        | 2019年 –          |                                                            |
| 教育大臣                                       | 纳齐姆·扎哈维 國會議員 閣下                           | 2021年 – 2022年   | 改任财政大臣                                               |
| 環境、食物及鄉郊事務大臣                       | 喬治·尤斯蒂斯 國會議員 閣下                           | 2020年 –          |                                                            |
| 房屋、社區及地方政府事務大臣                   | 高文浩 國會議員 閣下                                  | 2021年 – 2022年   | 被约翰逊解职                                               |
| 運輸大臣                                       | 格蘭·夏普斯 國會議員 閣下                             | 2019年 –          |                                                            |
| 北愛爾蘭事務大臣                               | 布蘭登·劉易斯 大英帝國勳章司令 國會議員 閣下          | 2020年 –          | 于2022年7月7日辞职                                         |
| 蘇格蘭事務大臣                                 | 阿利斯特·杰克 國會議員 閣下                           | 2019年 –          |                                                            |
| 威爾斯事務大臣                                 | 西蒙·哈特 國會議員 閣下                               | 2019年 – 2022年   | 于2022年7月6日辞职                                         |
| 上議院領袖 掌璽大臣                            | 大英帝國勳章員佐 樞密院顧問官 閣下                    | 2016年 –          |                                                            |
| 數碼、文化、傳媒及體育大臣                     | 娜汀·多里斯 國會議員 閣下                             | 2021年 –          |                                                            |
| 內閣辦公室國務大臣                             | 霍禮思勳爵 聖米迦勒及聖喬治勳章同袍 樞密院顧問官 閣下 | 2021年 –          |                                                            |
| 內閣不管大臣 黨主席                            | 奧利佛·道登 大英帝國勳章司令 國會議員 閣下            | 2021年 – 2022年   |                                                            |
| 列席內閣會議的大臣                             |                                                       |                   |                                                            |
| 首席黨鞭 財政部國會秘書                        | 馬克·斯賓塞 國會議員 閣下                             | 2019年 –          |                                                            |
| 財政部首席秘書                                 | 西蒙·克拉克 國會議員 閣下                             | 2021年 –          |                                                            |
| 下議院領袖 樞密院議長                          | 雅各·里斯-莫格 國會議員 閣下                          | 2019年 –          |                                                            |
| 英格蘭及威爾斯檢察總長 北愛爾蘭法律事務專員    | 蘇拉·布拉弗曼 御用大律師 國會議員 閣下                | 2020年 – 2021年 – |                                                            |
| 罪案及警務國務大臣                             | 基特·馬特豪斯 國會議員 閣下                           | 2019年 –          |                                                            |
| 大學國務大臣                                   | 米歇爾·唐蘭 國會議員 閣下                             | 2020年 – 2022年   |                                                            |
| 內閣辦公室國務大臣                             | 艾達思 國會議員 閣下                                  | 2021年 –          |                                                            |

### 2022年7月至2022年9月
| 職位                                           | 成員                                                   | 任期              | 备注                           |
| ---------------------------------------------- | ------------------------------------------------------ | ----------------- | ------------------------------ |
| 內閣大臣                                       |                                                        |                   |                                |
| 首相 第一財政大臣 公務員事務部長 聯盟大臣      | 鲍里斯·约翰逊 國會議員 閣下                            | 2019年 –          | 看守首相和党魁                 |
| 英國副首相 司法大臣 御前大臣                   | 多米尼克·拉布 國會議員 閣下                            | 2021年 –          |                                |
| 財政大臣                                       | 纳齐姆·扎哈维 國會議員 閣下                            | 2022年 -          | 由教育大臣改任                 |
| 內政大臣                                       | 普丽蒂·帕特尔 國會議員 閣下                            | 2019年 –          |                                |
| 外交、國協及發展事務大臣 婦女及平等事務部長    | 伊麗莎白·特拉斯 國會議員 閣下                          | 2021年 – 2019年 – |                                |
| 蘭開斯特公爵領地事務大臣 內閣辦公室部長        | 基特·馬特豪斯 國會議員 閣下                            |                   |                                |
| 國防大臣                                       | 本·華萊士 國會議員 閣下                                | 2019年 –          |                                |
| 衛生及社會關懷大臣                             | 史提芬·巴克萊 國會議員 閣下                            | 2022年 -          | 由蘭開斯特公爵領地事務大臣改任 |
| 國際貿易大臣 貿易委員會主席                    | 卓雅敏 國會議員 閣下                                   | 2021年 –          |                                |
| 聯合國氣候變化綱要公約第26次締約國會議事務部長 | 阿洛克·夏尔马 國會議員 閣下                            | 2021年 –          |                                |
| 商業、能源及工業策略大臣                       | 夸西·克沃滕 國會議員 閣下                              | 2021年 –          |                                |
| 就業及退休保障大臣                             | 泰蕾兹·科菲 博士 國會議員 閣下                         | 2019年 –          |                                |
| 教育大臣                                       | 米歇尔·唐兰 國會議員 閣下                              | 2天               | 于2022年7月5日接任，7日辞职    |
| 教育大臣                                       | 詹姆斯·克莱弗利 國會議員 閣下                          | 2022年 -          |                                |
| 環境、食物及鄉郊事務大臣                       | 喬治·尤斯蒂斯 國會議員 閣下                            | 2020年 –          |                                |
| 房屋、社區及地方政府事務大臣                   | 格雷格·克拉克 國會議員 閣下                            | 2022年 -          |                                |
| 運輸大臣                                       | 格蘭·夏普斯 國會議員 閣下                              | 2019年 –          |                                |
| 北愛爾蘭事務大臣                               | 韋世廉 大英帝國勳章司令 國會議員 閣下                  | 2022年 -          |                                |
| 蘇格蘭事務大臣                                 | 阿利斯特·杰克 國會議員 閣下                            | 2019年 –          |                                |
| 威爾斯事務大臣                                 | 罗伯特·巴克兰 國會議員 閣下                            | 2022年 -          |                                |
| 上議院領袖 掌璽大臣                            | 大英帝國勳章員佐 樞密院顧問官 閣下                     | 2016年 –          |                                |
| 數碼、文化、傳媒及體育大臣                     | 娜汀·多里斯 國會議員 閣下                              | 2021年 –          |                                |
| 內閣辦公室國務大臣                             | 霍禮思 勳爵 聖米迦勒及聖喬治勳章同袍 樞密院顧問官 閣下 | 2021年 –          |                                |
| 內閣不管大臣 黨主席                            | 奧利佛·道登 大英帝國勳章司令 國會議員 閣下             | 2021年 – 2022年   |                                |
| 列席內閣會議的大臣                             |                                                        |                   |                                |
| 首席黨鞭 財政部國會秘書                        | 馬克·斯賓塞 國會議員 閣下                              | 2019年 –          |                                |
| 財政部首席秘書                                 | 西蒙·克拉克 國會議員 閣下                              | 2021年 –          |                                |
| 下議院領袖 樞密院議長                          | 雅各·里斯-莫格 國會議員 閣下                           | 2019年 –          |                                |
| 英格蘭及威爾斯檢察總長 北愛爾蘭法律事務專員    | 蘇拉·布拉弗曼 御用大律師 國會議員 閣下                 | 2020年 – 2021年 – |                                |
| 罪案及警務國務大臣                             | 基特·馬特豪斯 國會議員 閣下                            | 2019年 –          |                                |
| 大學國務大臣                                   | 米歇爾·唐蘭 國會議員 閣下                              | 2020年 – 2022年   |                                |
| 內閣辦公室國務大臣                             | 艾達思 國會議員 閣下                                   | 2021年 –          |                                |